# Бомбарда (музикален инструмент)
Вижте пояснителната страница за други значения на Бомбарда.
Бомбардата е музикален инструмент от групата на дървените духови инструменти. Характерен е за областта Бретан, Франция.
Инструментът, създаден през Средновековието, е нещо средно между обой и тръба с коничен завършек. Диапазонът ѝ е две октави.
Бомбардата изисква малко количество въздух, за да произведе звук. Поради това от един дъх с нея може да се свири повече време, отколкото с повечето музикални инструменти.

## Органов регистър
При органа един от често срещаните басови регистри носи името „бомбарда“, поради сходния с инструмента звук. Почти винаги е към педала и много рядко към някои от мануалите. Винаги е 16' или 32'.